# Percepção temporal
Percepção temporal é um campo de estudo dentro da psicologia e da neurociência que se refere à uma experiência subjetiva da vida, o tempo, que pode ser medido por alguém a partir da própria percepção da duração do desenrolar dos acontecimentos. A percepção de tempo de uma outra pessoa não pode ser diretamente medida ou compreendida, mas pode ser objetivamente estudada e inferida através de uma série de experimentos científicos. A percepção do tempo é uma construção do cérebro que é manipulável e pode ser distorcida em determinadas circunstâncias. Estas ilusões temporais ajudam a expor mecanismos neurais subjacentes da percepção do tempo.

## Perspectivas da neurociência
Embora a percepção do tempo não esteja associada a um determinado sistema sensorial, psicólogos e neurocientistas sugerem que os seres humanos têm um sistema, ou vários sistemas complementares, que regem a percepção do tempo. A percepção temporal é tratada por um sistema altamente distribuído envolvendo o córtex cerebral, cerebelo e gânglios basais. Em particular, o núcleo supraquiasmático é responsável pelo ritmo circadiano, enquanto que outros grupos de células parecem ser capazes lidar com a percepção de tempo de menor amplitude.
O professor Warren Meck desenvolveu um modelo fisiológico para percepção da passagem do tempo. Ele sugere que a representação de tempo seja gerada pelo comportamento oscilatório de células no córtex superior. A frequência da atividade destas células seria detectada pelas células do corpo estriado dorsal na base do prosencéfalo. Seu modelo separa contagem explícita e implícita do tempo. A contagem explícita é usada na estimativa de duração de um estímulo. A implícita é usada para estimar em quanto tempo deverá ocorrer um evento que está previsto para ocorrer em um futuro próximo. Estas duas estimativas de tempo não envolvem as mesmas áreas do cérebro.
Dois estímulos visuais dentro do mesmo campo de visão podem ser considerados como simultâneos se ocorridos no intervalo de cinco milissegundos.
Em seu artigo "Brain Time", David Eagleman explica que diferentes tipos de informação sensorial (auditiva, táctil, visual, etc.) são processadas em velocidades diferentes e através de diferentes arquiteturas neurais. O cérebro tem de aprender a superar estas disparidades para criar uma representação unificada do mundo externo e, para isso, deve esperar a "última" informação a chegar para gerar sua resposta, o que costuma ocorrer após um décimo de segundo.
Experimentos têm mostrado que ratos conseguem estimar com sucesso intervalos de tempo de aproximadamente 40 segundos mesmo após ter sua região cortical totalmente removida. Isto sugere que a estimativa de tempo pode ocorrer a um nível mais baixo (subcortical).